# 컴파일러 컴파일러
컴파일러 컴파일러(Compiler-compiler)는 컴파일러를 만들기 위한 컴파일러를 의미한다. 일반적으로 컴파일러는 어떠한 프로그래밍 언어로 씌여진 원시 코드(source code)를 분석 파일(object file)로 변환하는 기능을 하는 프로그램을 의미하지만 그 컴파일러를 만들려면 엄청난 기술적 구현 능력과 고생이 요구된다. 그래서 컴파일러 그 자체 또는 컴파일러가 제공하는 구문 분석 기능을 자동으로 만드는 프로그램으로 컴파일러 컴파일러를 고안하여 개발하였다.

## 같이 보기
- lex/yacc
- flex/bison
- ANTLR
- 구문 분석 종류: LL 파서, LR 파서, 단순 LR 파서, LALR, 일반 LR 파서, Packrat